# Veliki klinkač
Veliki klinkač (znanstveno ime Clanga clanga) je ujeda iz družine kraguljev, ki gnezdi v pasu od Vzhodne Evrope do Daljnega vzhoda.

## Opis
Ta temnorjava ptica zraste v dolžino med 66 in 73 cm in ima razpon peruti do 160 cm. Mlade ptice imajo po telesu svetle pege, ki kasneje izginejo. Za bližnjega sorodnika orlov ima razmeroma majhno glavo, v letu je od spodaj videti črn, lepo pa je vidna svetla lisa ob korenu peruti. Nekateri primerki imajo po zgornji strani telesa svetle konice peres.
Oglaša se z značilnim lajajočim »kli-kli-kli«, po katerem je dobil slovensko ime.

## Razširjenost
Veliki klinkač je razširjen od Poljske proti vzhodu do Mandžurije, živi pa v močvirnatih predelih, ter v velikih, redkih gozdovih, ki se izmenjujejo z obsežnimi travniki. Prezimi nekoliko južneje v Afriki in Južni Aziji.
Njegova glavna hrana so večje ptice (vrani, ponirki, race,...) in manjši glodavci.
Gnezdi enkrat letno maja in junija, samica pa znese od 1 do 3 jajca v gnezdo na drevesu.